# Método de Newton
En análisis numérico, el método de Newton (conocido también como el método de Newton-Raphson o el método de Newton-Fourier) es un algoritmo para encontrar aproximaciones de los ceros o raíces de una función real. También puede ser usado para encontrar el máximo o mínimo de una función, encontrando los ceros de su primera derivada.

## Historia
El método numérico de Newton fue descrito por Sir Isaac Newton en De analysi per aequationes numero terminorum infinitas ('Sobre el análisis mediante ecuaciones con un número infinito de términos', escrito en 1669, publicado en 1711 por William Jones) y en De metodis fluxionum et serierum infinitarum (escrito en 1671, traducido y publicado como Método de las fluxiones en 1736 por John Colson). Sin embargo, su descripción difiere en forma sustancial de la descripción moderna presentada más arriba: Newton aplicaba el método solo a polinomios, y no consideraba las aproximaciones sucesivas xn, sino que calculaba una secuencia de polinomios para llegar a la aproximación de la raíz x. Finalmente, Newton ve el método como puramente algebraico y falla al no ver la conexión con el cálculo.
Isaac Newton probablemente derivó su método de forma similar aunque menos precisa del método de François Viète. La esencia del método de Viète puede encontrarse en el trabajo del matemático persa Sharaf al-Din al-Tusi.
El método de Newton-Raphson es llamado así por el matemático inglés Joseph Raphson (contemporáneo de Newton) se hizo miembro de la Royal Society en 1691 por su libro Aequationum Universalis, publicado en 1690, que contenía este método para aproximar raíces. Newton en su libro Método de las fluxiones describe el mismo método, en 1671, pero no fue publicado hasta 1736, lo que significa que Raphson había publicado este resultado 46 años antes. Aunque no fue tan popular como los trabajos de Newton, se le reconoció posteriormente.

## Descripción del método

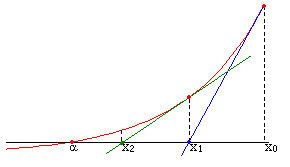
Una ilustración del Método de Newton.

La función ƒ es mostrada en azul y la línea tangente en rojo. Vemos que x_{n+1} es una mejor aproximación que x_{n} para la raíz x de la función f.

El método de Newton es un método abierto, en el sentido de que no está garantizada su convergencia global. La única manera de alcanzar la convergencia es seleccionar un valor inicial lo suficientemente cercano a la raíz buscada. Así, se ha de comenzar la iteración con un valor razonablemente cercano al cero (denominado punto de arranque o valor supuesto). La relativa cercanía del punto inicial a la raíz depende mucho de la naturaleza de la propia función; si presentara múltiples puntos de inflexión o pendientes grandes en el entorno de la raíz, entonces las probabilidades de que el algoritmo diverja aumentan. La divergencia se evita si se selecciona un valor inicial cercano a la raíz. Una vez iniciado el procedimiento a partir de un valor de x asumido como raíz presunta, el método prosigue trazando la recta tangente a la función en el valor x de la presunta raíz. La abscisa al origen de la intersección de esa recta con el eje x sería una mejor aproximación a la raíz que el valor anterior. Se realizan sucesivas iteraciones acorde al método, hasta alcanzar suficiente convergencia.
Sea {\displaystyle f:[a,b]\to \mathbb {R} } una función derivable definida en el intervalo real {\displaystyle [a,b]}. 
La versión más básica consiste en iniciar el procedimiento con una función real, su derivada {\displaystyle f'} ({\displaystyle f'} denota la derivada de {\displaystyle f}) y un intento inicial {\displaystyle {f(x_{0})}} para el cero de la función. Si f presenta un intento inicial válido, {\displaystyle x_{0}} es un valor cercano y pasamos, entonces a
{\displaystyle x_{1}=x_{0}-{\frac {f(x_{0})}{f'(x_{0})}}}
como una mejor aproximación a la raíz que {\displaystyle {f(x_{0})}}. Geométricamente, {\displaystyle x_{1}} es el punto de intersección con el eje x de la tangente del trazo de la función f y {\displaystyle x_{1}} (surgida de la aproximación lineal de f), sería un mejor intento como raíz que la del inicial, {\displaystyle x_{0}}. El proceso se reitera como 
{\displaystyle x_{n+1}=x_{n}-{\frac {f(x_{n})}{f'(x_{n})}}.}
hasta alcanzar un valor suficientemente preciso. El número de dígitos correctos, aproximadamente se duplica en cada paso. Este algoritmo puede extenderse a funciones complejas y a sistemas de ecuaciones.
En síntesis, empezamos con un valor inicial {\displaystyle x_{0}} y cada paso sucesivo sería -acorde a un número natural {\displaystyle n} - el anotado como:
{\displaystyle x_{n+1}=x_{n}-{\frac {f(x_{n})}{f'(x_{n})}}.}
Donde {\displaystyle f'} denota la derivada de {\displaystyle f}.
Nótese que el método descrito es de aplicación exclusiva para funciones de una sola variable con forma analítica o implícita conocible. Existen variantes del método aplicables funciones complejas, a la estimación de raíces de la tendencia de sistemas discretos, así como algoritmos que extienden el método de Newton a sistemas multivariables, sistemas de ecuaciones, etcétera.

## Obtención del algoritmo
Tres son las formas principales por las que tradicionalmente se ha obtenido el algoritmo de Newton-Raphson.
La primera de ellas es una simple interpretación geométrica. En efecto, atendiendo al desarrollo geométrico del método de la secante, podría pensarse en que si los puntos de iteración están lo suficientemente cerca (a una distancia infinitesimal), entonces la secante se sustituye por la tangente a la curva en el punto. Así pues, si por un punto de iteración trazamos la tangente a la curva, por extensión con el método de la secante, el nuevo punto de iteración se tomará como la abscisa en el origen de la tangente (punto de corte de la tangente con el eje {\displaystyle x}). Esto es equivalente a linealizar la función, es decir, {\displaystyle f} se reemplaza por una recta tal que contiene al punto ({\displaystyle x_{0}}, {\displaystyle f} ({\displaystyle x_{0}})) y cuya pendiente coincide con la derivada de la función en el punto, {\displaystyle f'(x_{0})}. La nueva aproximación a la raíz, {\displaystyle x_{1}}, se logra de la intersección de la función lineal con el eje de abscisas. Matemáticamente:
{\displaystyle f'(x_{n})={\frac {f(x_{n})}{x_{n}-x_{n+1}}}}

Ilustración de una iteración del método de Newton (la función f se muestra en azul y la línea de la tangente en rojo). Vemos que es una aproximación mejor que para la raíz de la función.

En la ilustración adjunta del método de Newton se puede ver que {\displaystyle x_{n+1}} es una mejor aproximación que {\displaystyle x_{n}} para el cero (x) de la función {\displaystyle f}.
Una forma alternativa de obtener el algoritmo es desarrollando la función {\displaystyle f(x)} en serie de Taylor, para un entorno del punto {\displaystyle x_{n}}:
{\displaystyle f(x)=f(x_{n})+f'(x_{n})(x-x_{n})+(x-x_{n})^{2}{\frac {f''(x_{n})}{2!}}+...\,}
Si se trunca el desarrollo a partir del término de grado 2, y evaluamos en {\displaystyle x_{n+1}}:
{\displaystyle f(x_{n+1})=f(x_{n})+f'(x_{n})(x_{n+1}-x_{n})\,}
Si además se acepta que {\displaystyle x_{n+1}} tiende a la raíz, se ha de cumplir que {\displaystyle f(x_{n+1})=0}, luego, sustituyendo en la expresión anterior, obtenemos el algoritmo.
Finalmente, hay que indicar que el método de Newton-Raphson puede interpretarse como un método de iteración de punto fijo. Así, dada la ecuación {\displaystyle f(x)=0}, se puede considerar el siguiente método de iteración de punto fijo:
{\displaystyle g(x)=x+h(x)f(x)\,}
Se escoge h (x) de manera que {\displaystyle g'(r)=0} ({\displaystyle r} es la raíz buscada). Dado que {\displaystyle g'(r)} es:
{\displaystyle g'(r)=1+h'(r)f(r)+h(r)f'(r)=1+h(r)f'(r)\,}
Entonces:
{\displaystyle h(r)={\frac {-1}{f'(r)}}}
Como {\displaystyle h(x)} no tiene que ser única, se escoge de la forma más sencilla:
{\displaystyle h(x)={\frac {-1}{f'(x)}}}
Por tanto, imponiendo subíndices:
{\displaystyle g(x_{n})=x_{n+1}=x_{n}-{\frac {f(x_{n})}{f'(x_{n})}}}
Expresión que coincide con la del algoritmo de Newton-Raphson

## Convergencia del método
El orden de convergencia de este método es, por lo menos, cuadrático. Sin embargo, si la raíz buscada es de multiplicidad algebraica mayor a uno (i.e, una raíz doble, triple, …), el método de Newton-Raphson pierde su convergencia cuadrática y pasa a ser lineal de constante asintótica de convergencia 1-1/m, con m la multiplicidad de la raíz.
Existen numerosas formas de evitar este problema, como pudieran ser los métodos de aceleración de la convergencia tipo Δ² de Aitken o el método de Steffensen.
{\displaystyle x_{n+1}=x_{n}-m{\frac {f(x_{n})}{f'(x_{n})}}.}
Evidentemente, este método exige conocer de antemano la multiplicidad de la raíz, lo cual no siempre es posible. Por ello también se puede modificar el algoritmo tomando una función auxiliar g(x) = f(x)/f'(x), resultando:
{\displaystyle x_{n+1}=x_{n}-{\frac {g(x_{n})}{g'(x_{n})}}.}
Su principal desventaja en este caso sería lo costoso que pudiera ser hallar g(x) y g'(x) si f(x) no es fácilmente derivable.
Por otro lado, la convergencia del método se demuestra cuadrática para el caso más habitual sobre la base de tratar el método como uno de punto fijo: si g (r)=0, y g'(r) es distinto de 0, entonces la convergencia es cuadrática. Sin embargo, está sujeto a las particularidades de estos métodos.
Nótese de todas formas que el método de Newton-Raphson es un método abierto: la convergencia no está garantizada por un teorema de convergencia global como podría estarlo en los métodos de falsa posición o de bisección. Así, es necesario partir de una aproximación inicial próxima a la raíz buscada para que el método converja y cumpla el teorema de convergencia local.

### Teorema de Convergencia Local del Método de Newton
Sea {\displaystyle f\in {\mathcal {C}}^{2}([a,b])}. Si {\displaystyle p\in [a,b]}, {\displaystyle \displaystyle f(p)=0} y {\displaystyle f'(p)\neq 0}, entonces existe un {\displaystyle r>0} tal que si {\displaystyle |x_{0}-p|<r\,}, entonces la sucesión xn con {\displaystyle n\in \mathbb {N} } verifica que:
{\displaystyle |x_{n}-p|<r\,} para todo {\displaystyle n} y {\displaystyle x_{n}} tiende a {\displaystyle p} cuando {\displaystyle n} tiende a infinito.
Si además {\displaystyle f\in {\mathcal {C}}^{3}([a,b])}, entonces la convergencia es cuadrática.

### Teorema de Convergencia Global del Método de Newton
Sea {\displaystyle f\in {{\mathcal {C}}^{2}[a,b]}} verificando:
1. {\displaystyle f(a)f(b)<0}
2. {\displaystyle f'(x)\neq 0} para todo {\displaystyle x\in {[a,b]}}
3. {\displaystyle f''(x)f''(y)\geq 0} para todo {\displaystyle x,y\in {[a,b]}}
4. {\displaystyle \max \left\{{{\frac {\left|{f(a)}\right|}{\left|{f'(a)}\right|}},{\frac {\left|{f(b)}\right|}{\left|{f'(b)}\right|}}}\right\}\leq b-a}

Entonces existe un único {\displaystyle s\in {[a,b]}} tal que {\displaystyle f(s)=0} por lo que la sucesión converge a {\displaystyle s}.

## Estimación del error
Se puede demostrar que el método de Newton-Raphson tiene convergencia cuadrática: si {\displaystyle \alpha } es raíz, entonces:
{\displaystyle |x_{k+1}-\alpha |\leq C|x_{k}-\alpha |^{2}}
para una cierta constante {\displaystyle C}.
Esto significa que si en algún momento el error es menor o igual a 0,1, a cada nueva iteración doblamos (aproximadamente) el número de decimales exactos.
En la práctica puede servir para hacer una estimación aproximada del error:
Error relativo entre dos aproximaciones sucesivas:
{\displaystyle E={\frac {|x_{k+1}-x_{k}|}{|x_{k+1}|}}}
Con lo cual se toma el error relativo como si la última aproximación fuera el valor exacto.
Se detiene el proceso iterativo cuando este error relativo es aproximadamente menor que una cantidad fijada previamente.

## Ejemplo
Consideremos el problema de encontrar un número positivo {\displaystyle x} tal que {\displaystyle \cos(x)=x^{3}}. Podríamos tratar de encontrar el cero de {\displaystyle f(x)=\cos(x)-x^{3}}.
Sabemos que {\displaystyle f'(x)=-\operatorname {sen}(x)-3x^{2}}. Ya que {\displaystyle \cos(x)\leq 1} para todo {\displaystyle x} y {\displaystyle x^{3}>1} para {\displaystyle x>1}, deducimos que nuestro cero está entre 0 y 1. Comenzaremos probando con el valor inicial {\displaystyle x_{0}=0.5}
{\displaystyle {\begin{matrix}x_{1}&=&x_{0}-{\frac {f(x_{0})}{f'(x_{0})}}&=&0,5-{\frac {\cos(0,5)-0,5^{3}}{-\sin(0,5)-3\times 0,5^{2}}}&=&1,112141637097\\x_{2}&=&x_{1}-{\frac {f(x_{1})}{f'(x_{1})}}&&\vdots &=&{\underline {0}},909672693736\\x_{3}&&\vdots &&\vdots &=&{\underline {0,86}}7263818209\\x_{4}&&\vdots &&\vdots &=&{\underline {0,86547}}7135298\\x_{5}&&\vdots &&\vdots &=&{\underline {0,8654740331}}11\\x_{6}&&\vdots &&\vdots &=&{\underline {0,865474033102}}\end{matrix}}}
Los dígitos correctos están subrayados. En particular, {\displaystyle x_{6}} es correcto para el número de decimales pedidos. Podemos ver que el número de dígitos correctos después de la coma se incrementa desde 2 (para x3) a 5 y 10, ilustrando la convergencia cuadrática.

## ConjuntoOx,αn(h){\displaystyle O_{x,\alpha }^{n}(h)}de Operadores Fraccionales
El cálculo fraccional de conjuntos (Fractional Calculus of Sets (FCS)), mencionado por primera vez en el artículo titulado "Sets of Fractional Operators and Numerical Estimation of the Order of Convergence of a Family of Fractional Fixed-Point Methods", es una metodología derivada del cálculo fraccional. El concepto principal detrás del FCS es la caracterización de los elementos del cálculo fraccional utilizando conjuntos debido a la gran cantidad de operadores fraccionales disponibles. Esta metodología se originó a partir del desarrollo del método de Newton-Raphson fraccional  y trabajos relacionados posteriores.

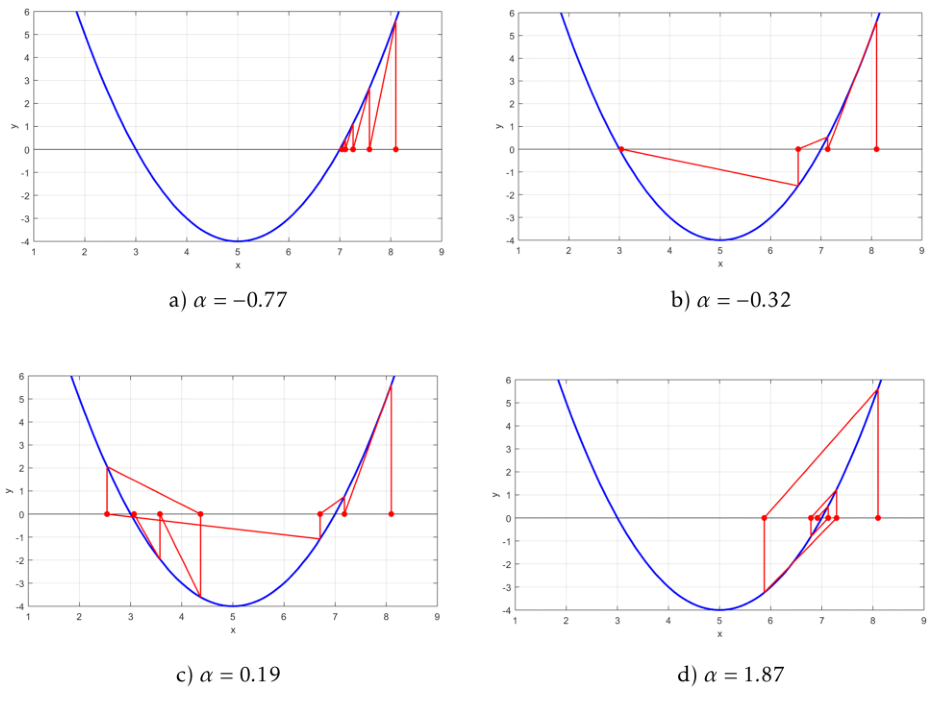
Ilustración de algunas líneas generadas por el método de Newton–Raphson fraccional para la misma condición inicial pero con diferentes órdenes del operador fraccional implementado. Fuente: [https://www.sciencedirect.com/science/article/abs/pii/S0096300322003058?via%3Dihub Applied Mathematics and Computation

El cálculo fraccional, una rama de las matemáticas que trata con derivadas de orden no entero, surgió casi simultáneamente con el cálculo tradicional. Esta emergencia fue en parte debido a la notación de Leibniz para derivadas de orden entero: {\displaystyle {\frac {d^{n}}{dx^{n}}}}. Gracias a esta notación, L’Hopital pudo preguntar en una carta a Leibniz sobre la interpretación de tomar {\displaystyle n={\frac {1}{2}}} en una derivada. En ese momento, Leibniz no pudo proporcionar una interpretación física o geométrica para esta pregunta, por lo que simplemente respondió a L’Hopital en una carta que "... es una aparente paradoja de la cual, algún día, se derivarán consecuencias útiles".
El nombre "cálculo fraccional" se origina a partir de una pregunta histórica, ya que esta rama del análisis matemático estudia derivadas e integrales de un cierto orden {\displaystyle \alpha \in \mathbb {R} }. Actualmente, el cálculo fraccional carece de una definición unificada de lo que constituye una derivada fraccional. En consecuencia, cuando no es necesario especificar explícitamente la forma de una derivada fraccional, típicamente se denota de la siguiente manera:
Los operadores fraccionales tienen varias representaciones, pero una de sus propiedades fundamentales es que recuperan los resultados del cálculo tradicional a medida que {\displaystyle \alpha \to n}. Considerando una función escalar {\displaystyle h:\mathbb {R} ^{m}\to \mathbb {R} } y la base canónica de {\displaystyle \mathbb {R} ^{m}} denotada por {\displaystyle \{{\hat {e}}_{k}\}_{k\geq 1}}, el siguiente operador fraccional de orden {\displaystyle \alpha } se define utilizando notación de Einstein:
Denotando {\displaystyle \partial _{k}^{n}} como la derivada parcial de orden {\displaystyle n} con respecto al componente {\displaystyle k}-ésimo del vector {\displaystyle x}, se define el siguiente conjunto de operadores fraccionales:
{\displaystyle O_{x,\alpha }^{n}(h):=\left\{o_{x}^{\alpha }:\exists o_{k}^{\alpha }h(x){\text{ y }}\lim _{\alpha \to n}o_{k}^{\alpha }h(x)=\partial _{k}^{n}h(x)\ \forall k\geq 1\right\},}
cuyo complemento es:
{\displaystyle O_{x,\alpha }^{n,c}(h):=\left\{o_{x}^{\alpha }:\exists o_{k}^{\alpha }h(x)\ \forall k\geq 1{\text{ y }}\lim _{\alpha \to n}o_{k}^{\alpha }h(x)\neq \partial _{k}^{n}h(x){\text{ para al menos un }}k\geq 1\right\}.}
Como consecuencia, se define el siguiente conjunto:

### Extensión a Funciones Vectoriales
Para una función {\displaystyle h:\Omega \subset \mathbb {R} ^{m}\to \mathbb {R} ^{m}}, el conjunto se define como:
donde {\displaystyle [h]_{k}:\Omega \subset \mathbb {R} ^{m}\to \mathbb {R} } denota el {\displaystyle k}-ésimo componente de la función {\displaystyle h}.

## Método de Newton-Raphson fraccional
Sea {\displaystyle f:\Omega \subset \mathbb {R} ^{m}\to \mathbb {R} ^{m}} una función con un punto {\displaystyle \xi \in \Omega } tal que {\displaystyle \|f(\xi )\|=0}. Entonces, para algún {\displaystyle x_{i}\in B(\xi ;\delta )\subset \Omega } y un operador fraccional {\displaystyle t_{x}^{\alpha ,\infty }\in {}_{m}T_{x,\alpha }^{\infty ,\gamma }(x_{i},f)}, es posible definir un tipo de aproximación lineal de la función {\displaystyle f} alrededor de {\displaystyle x_{i}} de la siguiente manera:
{\displaystyle t_{x}^{\alpha ,\infty }f(x)\approx f(x_{i})+\sum _{k=1}^{m}{\hat {e}}_{j}o_{k}^{\alpha }[f]_{j}(x_{i})\left[(x-x_{i})\right]_{k},}
lo cual se puede expresar de forma más compacta como:
{\displaystyle t_{x}^{\alpha ,\infty }f(x)\approx f(x_{i})+\left(o_{k}^{\alpha }[f]_{j}(x_{i})\right)(x-x_{i}),}
donde {\displaystyle \left(o_{k}^{\alpha }[f]_{j}(x_{i})\right)} denota una matriz cuadrada. Por otro lado, si {\displaystyle x\to \xi } y dado que {\displaystyle \|f(\xi )\|=0}, se infiere lo siguiente:
{\displaystyle 0\approx f(x_{i})+\left(o_{k}^{\alpha }[f]_{j}(x_{i})\right)(\xi -x_{i})\quad \Rightarrow \quad \xi \approx x_{i}-\left(o_{k}^{\alpha }[f]_{j}(x_{i})\right)^{-1}f(x_{i}).}
Como consecuencia, definiendo la matriz:
{\displaystyle A_{f,\alpha }(x)=\left([A_{f,\alpha }]_{jk}(x)\right):=\left(o_{k}^{\alpha }[f]_{j}(x)\right)^{-1},}
es posible definir el siguiente método iterativo fraccional:
{\displaystyle x_{i+1}:=\Phi (\alpha ,x_{i})=x_{i}-A_{f,\alpha }(x_{i})f(x_{i}),\quad i=0,1,2,\cdots ,}
que corresponde al caso más general del método de Newton-Raphson fraccional. 

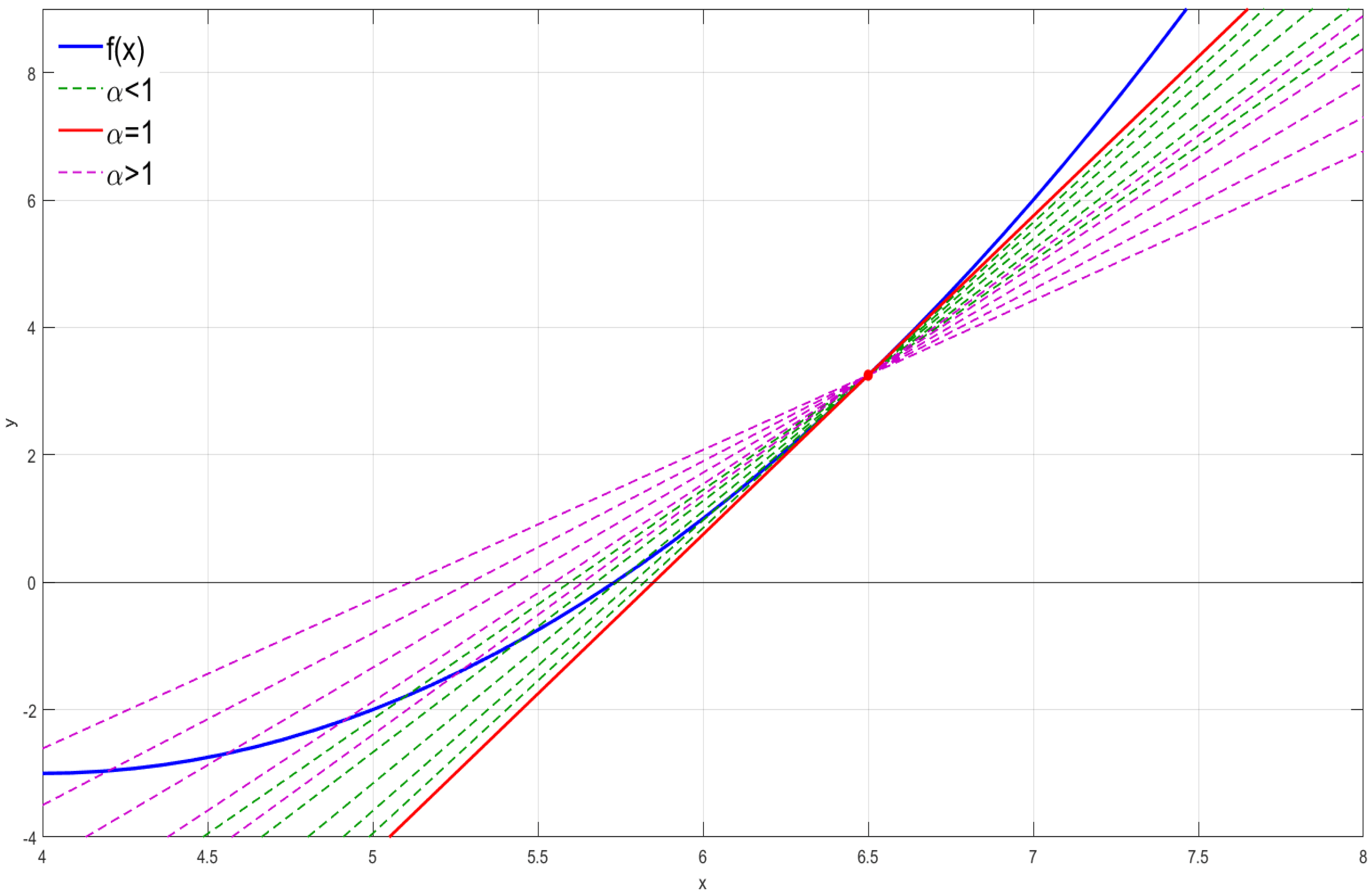
Ilustración de algunas líneas generadas por el método de Newton–Raphson fraccional para la misma condición inicial pero con diferentes órdenes del operador fraccional implementado. El método de Newton–Raphson fraccional generalmente genera líneas que no son tangentes a la función cuyas raíces se buscan, a diferencia del método clásico de Newton–Raphson. Fuente: [https://www.mdpi.com/2504-3110/5/4/240 MDPI

El uso de operadores fraccionales en métodos de punto fijo ha sido ampliamente estudiado y citado en diversas fuentes académicas. Ejemplos de esto se pueden encontrar en varios artículos publicados en revistas de renombre, como los que aparecen en ScienceDirect, Springer, World Scientific, y MDPI, 
,, 
. También se incluyen estudios de Taylor & Francis (Tandfonline) 
, Cubo 
, Revista Mexicana de Ciencias Agrícolas, Journal of Research and Creativity, MQR 
, y Актуальные вопросы науки и техники. Estos trabajos destacan la relevancia y aplicabilidad de los operadores fraccionales en la resolución de problemas.